# Arnold IV Huyn van Geleen
Arnold IV Huyn van Geleen (omstreeks 1590 - Deurne, 2 maart 1624), ook wel 'Arndt' genoemd, zoon van Arnold III Huyn van Geleen en Margaretha van Bocholz, was keizerlijk generaal en lid der Staten van het Overkwartier.

## Huwelijk en kinderen
Arnold huwde op 5 februari 1619 met Margaretha Wilhelmina van Wittenhorst, erfdochter van Wolfaart Evert van Wittenhorst, heer van Deurne, en Josina Margaretha van Malsen, erfgename en vrouwe van Broekhuizen en Rossum.

Kinderen uit dit huwelijk:
- Arnold V Wolfgang
- Johan François Godefrois, later bekend als Johan François Godefrois Huyn van Geleen. Hij werd ook wel Johan Godart Frans van Amstenrade of van Geleen genoemd.

## Erfenis en bezittingen

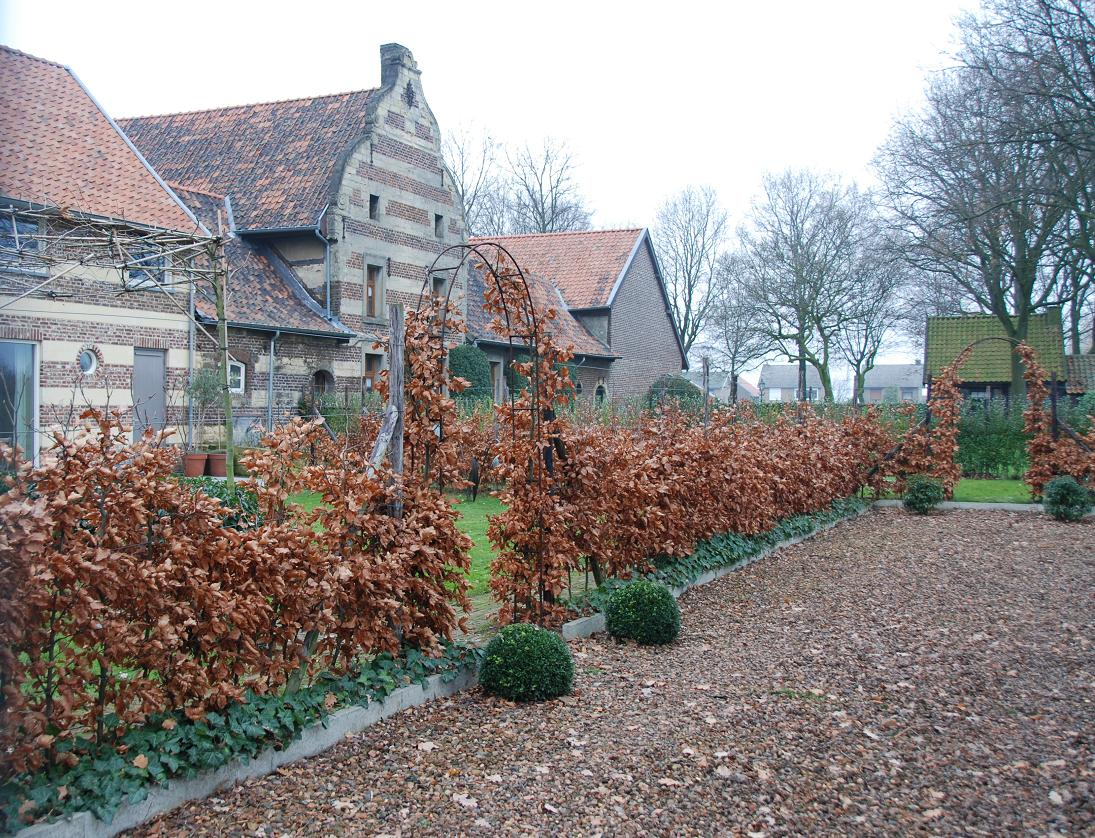
hoeve te Printhagen

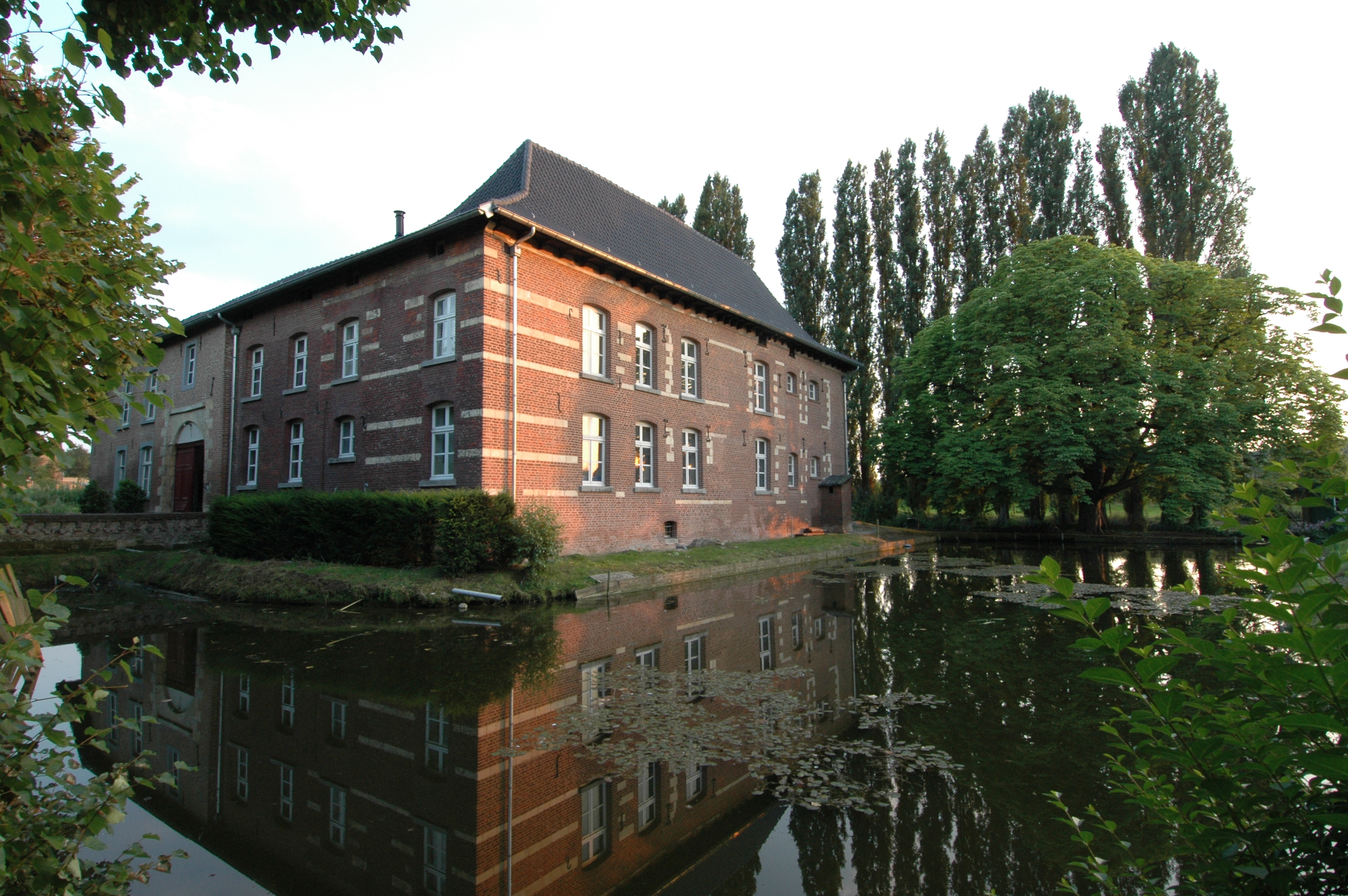
Huis Ten Dijcken te Spaubeek vanaf de vijver

Voor zijn huwelijk schonk zijn vader hem zijn bezittingen te Geleen en Spaubeek. Hiertoe behoorden het kasteel Sint-Jansgeleen en de hoeve behorende bij het kasteel, die op 22 november 1619 aan hem werden beleend. De heerlijkheid Geleen, de Vroenhof te Beek en de twee hoeven te Printhagen werden op 29 november 1619 aan hem beleend.

Op de heerlijkheid Geleen na verhief Arnold deze bezittingen in november 1619 te Valkenburg. De heerlijkheid Geleen moest sinds 1609, toen zijn vader deze heerlijkheid in eigendom kreeg, in Brussel worden verheven. Arnold deed dit op 10 februari 1620.
Door het verwerven van deze bezittingen verkreeg Arnold, net zoals zijn vader voor hem, het recht om de vergaderingen bij te wonen van de Staten van het overkwartier van Gelder.
In februari 1620 verkocht Arnold 18 à 19 bunders land, gelegen tussen het Huis Ten Dijcken te Spaubeek en de pastorie, aan de licentiaat Adem van Randerade. Adem was schepen en oud-burgemeester van Maastricht en was in het bezit van het Huis Ten Dijcken.

## Militaire carrière
Arnold ging al op jonge leeftijd het leger in en werd reeds vroeg benoemd tot keizerlijk generaal van het Heilige Roomse Rijk.

## Giften aan de kerk van Oud-Geleen

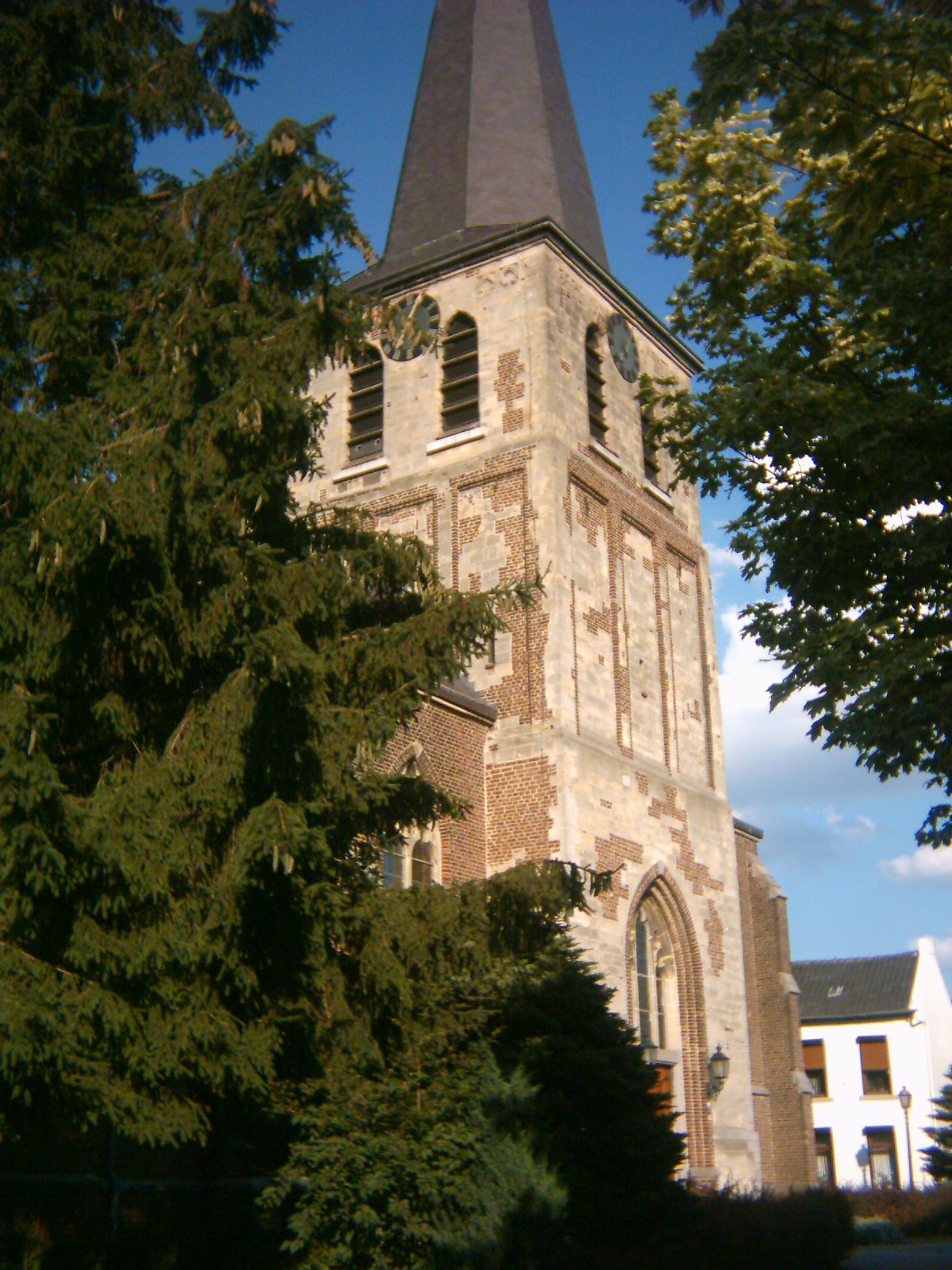
RK Kerk Marcellinus en Petrus te Oud-Geleen

Tussen 1605 en 1654 vermeldt de pastoor van Geleen (thans: Oud-Geleen) in zijn dagboek meerdere giften aan de kerk door leden van de familie Huyn. Hiertoe behoorden o.a. een doopvont met het wapen van de familie en het jaartal 1622. Ook zijn twee wijwatervaten in de oude toren door de familie Huyn geschonken.

## Overlijden
Arnold was voorbestemd om in de voetstappen van zijn vader te treden. Hij stierf onverwacht, zo’n 20 jaar voor zijn vader, in 1624 op 35-jarige leeftijd.
Zijn vrouw Margaretha moest na zijn overlijden heel wat regelen in een periode van troebele tijden.

Door het aflopen van het Twaalfjarig Bestand in 1621, laaide de strijd met Spanje weer op. Een samenzwering van de Zuid-Nederlandse adel onder Hendrik van den Bergh om het Spaanse juk af te schudden mislukte. Deze werd vervolgd door de Veldtocht langs de Maas in 1632, waarbij prins Frederik Hendrik van Oranje de steden Straelen, Venlo, Roermond, Sittard en Maastricht op de Spanjaarden veroverde. Hierdoor behoorde (vrijwel het hedendaagse) Limburg in feite bij Noord-Nederland.

Het is dan ook te begrijpen dat Adam van Raderade op 20 januari 1635 verklaarde dat de belening van de gronden die hij in 1620 van Arnold had gekocht, ten gevolge van de troebele tijden was uitgebleven en dat hij de heer Hilger Fabritius gelastte deze in leen te nemen. Verder verklaarde hij dat in augustus 1634 3200 Brabantse guldens te Maastricht had geleend van Joris Charpentier en Margaretha Thysius tegen onderpand van zijn Huis Ten Dijcken en dat dit geld bestemd was om het restant van de koopsom te betalen aan de nog onmondige kinderen van Arnold IV.
Ook de erfenis van zijn vrouw Margaretha, van de kant van de familie Wittenhorst, was helemaal niet geregeld. Haar vader Wolfart Everhard van Wittenhorst was reeds in 1619 overleden. Zij had enkel nog een oom Johan van Wittenhorst, heer tot Horst, die op leeftijd en kinderloos was.

Om deze reden gelaste Arnold III op 20 juli 1636 Johan van Wittenhorst om de erfenis te regelen.

Reeds op 22 augustus 1636 werd aan deze lastgeving gevolg gegeven. De helft van het allodiale (niet leenroerig) huis van Horst en de heerlijkheid Horst werd, onder levenden, aan Margaretha’s zoon Johan François Godefrois en zijn nakomelingen geschonken. Hiertoe werd, bij kinderloos overlijden, ook zijn Johans broer Arnold V gerekend.
Omstreeks 1639 voelde Johan van Wittenhorst blijkbaar zijn einde naderen en ging hij zijn zaken definitief regelen. Op 5 februari 1639 benoemde hij op vrijwel dezelfde wijze Johan François Godefrois tot universeel erfgenaam van al zijn leen- en allodiale goederen, zowel roerend als onroerend. Johan van Wittenhorst stierf op 11 april 1639.

### Begraven
Arnold IV is begraven onder het koor van de Marcelinus en Petrus kerk te Oud-Geleen.

Toen in 1640-1643 een geheel nieuw koor werd gebouwd, werd rond zijn graf een kelder voor de familie aangebracht.